# Blåvands Huk
Blåvands Huk eller Blåvandshuk er en odde (et huk), som er Danmarks vestligste punkt, placeret i Oksby Sogn i det sydvestlige Jylland, ca. 20 km. sydvest for Oksbøl.
Horns Rev ud for Blåvands Huk har altid været farlig for skibstrafikken, fordi sandrevlerne strækker sig langt ud i vandet. Under 2. verdenskrig var Blåvands Huk vigtig for tyskernes overvågning og forsvar af kysterne. De store bunkere nord for Blåvand Fyr er bastante mindesmærker fra den tid, ligesom Tirpitz-stillingen øst for Blåvands Huk.
Blåvands Huk lagde navn til Blåvandshuk Kommune, der efter kommunalreformen (2007) blev en del af Varde Kommune.
Ved Blåvands Huk ligger Blåvand Radio, Blåvand Fyr samt en satellitstation. Mod øst ligger turist- og badebyen Blåvand og mod nord går stranden over i Vejers Strand. På Horns Rev, ca. 20 km ude i havet, ligger Horns Rev Havmøllepark, som i klart vejr er synlig fra Blåvands Huk.
Under forårstrækket kommer en del vandfugle forbi Blåvands Huk. Disse observeres og registreres af Blåvand Fuglestation.
Blåvands Huk og Ho Klitplantage behandles i folder nr. 36 i Skov- og Naturstyrelsens serie Vandreture.
Gul Åkande optræder i flydebladssamfund i Langsø ved Blåvands Huk.

## Minefelt
Sydøst for Blåvands Huk findes halvøen Skallingen, hvor der under 2. verdenskrig, som en del af Atlantvolden, blev udlagt et stort minefelt, der skulle hindre allieret adgang.
Først i 2012 blev man definitivt færdige med at fjerne de sidste miner herfra, således at hele området nu er åbent for offentligheden.
Ved Blåvands Huk blev der under anden Verdenskrig bygget en radarbunker  af typen  V174. Den  var udstyret med en Würzburg-Radar. Bunkeren ses ofte under vejrudsendelser fra Blåvands Huk.  